# Euclimacia ruficauda
Euclimacia ruficauda is een insect uit de familie van de Mantispidae, die tot de orde netvleugeligen (Neuroptera) behoort. 
Euclimacia ruficauda is voor het eerst wetenschappelijk beschreven door Enderlein in 1910.